# کالای خشک

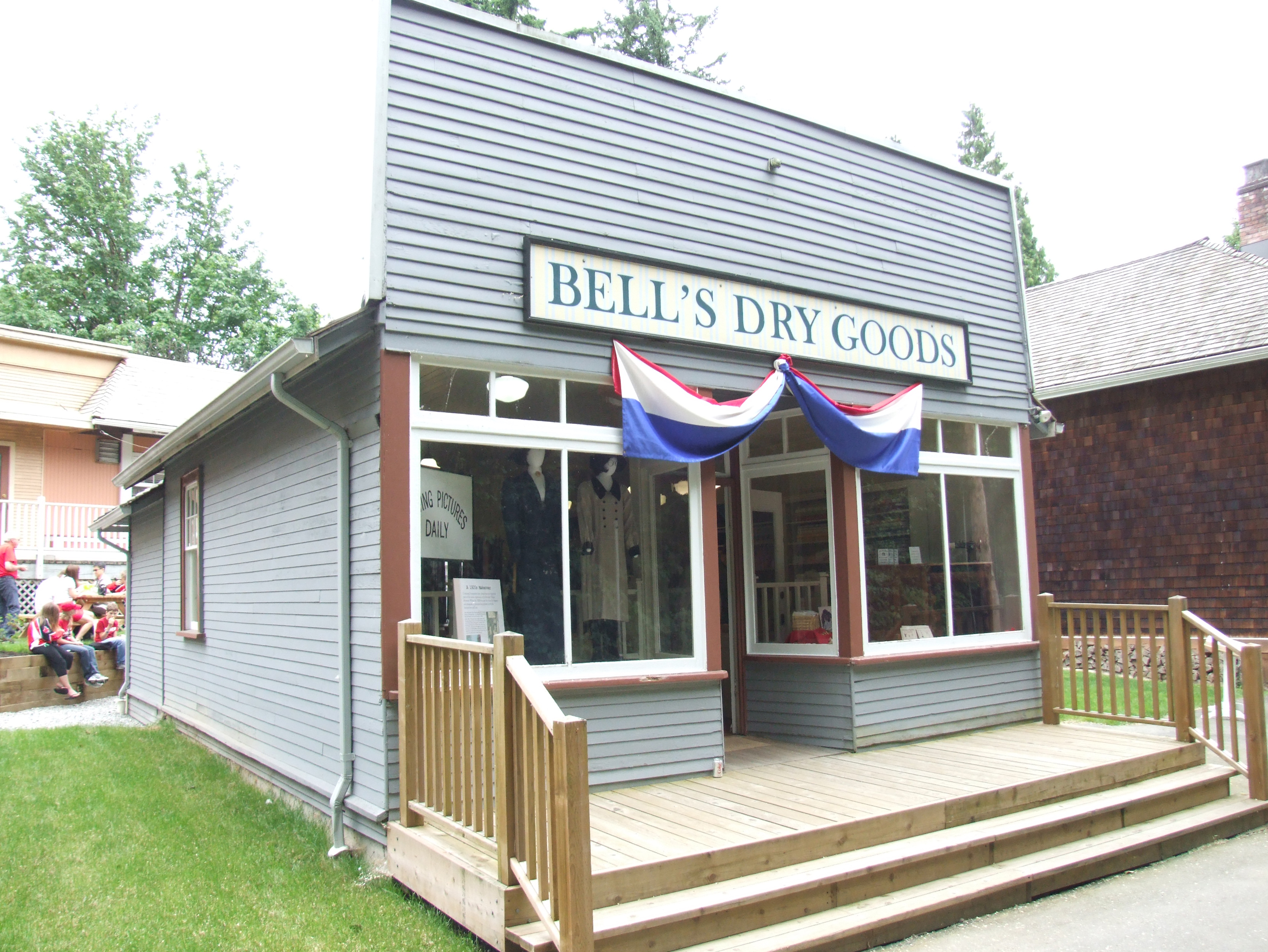
نمای بیرونی یک فروشگاه کالاهای خشک با نمای کاذب به سبک غربی در موزه دهکده برنابی، بریتیش کلمبیا، کانادا

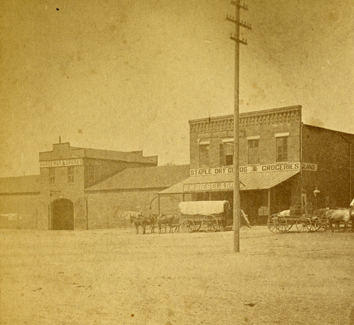
فروشگاه کالاهای خشک در Macon، جورجیا، ایالات متحده c. 1877

کالاهای خشک (به انگلیسی: Dry goods)، اصطلاحی تاریخی است که نوع خط تولیدی را که یک فروشگاه حمل می‌کند، توصیف می‌کند که بر اساس منطقه متفاوت است. این اصطلاح از تجارت نساجی می‌آید و به نظر می‌رسد مغازه‌ها با تجارت تجاری در سراسر امپراتوری بریتانیا (و قلمروهای پیشین بریتانیا) به عنوان وسیله‌ای برای رساندن آذوقه و کالاهای تولیدی به شهرک‌ها و خانه‌های دوردست گسترش یافته‌اند. از اواسط سدهٔ هجدهم، این فروشگاه‌ها با فروش لوازم و کالاهای نساجی به جوامع دوردست آغاز به کار کردند و بسیاری از محصولاتی را که حمل می‌کردند مطابق با نیازهای منطقه سفارشی کردند. این روند تا آغاز سدهٔ بیستم ادامه یافت. با افزایش فروشگاه‌های بزرگ و فروش کاتالوگ، کاهش فروشگاه‌های کالاهای خشک آغاز شد و این اصطلاح تا حد زیادی از کاربرد خارج شد. برخی از فروشگاه‌های کالاهای خشک به‌ویژه در پایان سدهٔ بیستم به فروشگاه‌های بزرگ تبدیل شدند.